# Salar de Chiguana
El Salar de Chiguana es un depósito salino de Bolivia que se encuentra en el Departamento de Potosí cerca de la frontera con Chile. Está formado en una depresión, alimentado de pequeñas quebradas por donde se filtra el agua desde la cordillera y del Salar de Uyuni. Está situado a una altitud de 3.650 m s. n. m. y cuenta con una extensión 415 km². Es atravesado por el ferrocarril que va de la Estación Abaroa hacia la localidad de Uyuni. En el Salar de Chiguana existen pequeños depósitos de mineral de boro, que fueron explotados en inicios de 1900 para su exportación a Europa.

## Clima
El Salar de Chiguana se ubica dentro de un  clima árido frío (BWk), según la clasificación climática de Köppen.
```
Climograma de la Estación Avaroa (Bolivia), cerca de 25 km del salar de Chiguana.
  
Fuente:
 GeoKLIMA
[
2
]
```